# Xenichthys rupestris
Xenichthys rupestris е вид бодлоперка от семейство Haemulidae.

## Разпространение и местообитание
Видът е разпространен в Еквадор, Перу и Чили.
Обитава крайбрежията и пясъчните дъна на морета и рифове в райони с тропически и умерен климат.